# 시리아코 에라스티
시리아코 에라스티 수이나가(스페인어: Ciriaco Errasti Suinaga; 1904년 8월 8일, 바스크 주 에이바르 ~ 1984년 11월 8일, 바스크 주 에이바르)는 스페인의 전 축구 선수로, 수비수로 활약하였다.

## 클럽 경력
시리아코는 기푸스코아 도 에이바르 출신으로, 1925년에 고향 에이바레사에서 알라베스로 이적하였다. 그는 알라베스의 1929-30 시즌에 세군다 디비시온에서의 승격에 성공한 주역들 중 하나로, 그에 따라 바스크 연고 구단은 사상 첫 라 리가 무대를 밟게 되었다. 시리아코는 승격 첫 시즌에 치른 총 18경기 중 16경기에 출전해 바스크 연고 구단이 리그를 8위로 마쳐 1부 리그 구단 신분을 유지케 하였다.
1931년 여름, 시리아코는 레알 마드리드로 이적하여 소속 구단의 주전 선수로 5년 활약하였고, 2차례 리그 우승과 같은 횟수의 코파 델 레이 우승을 거두었고, 그 과정에서 시리아코는 전 알라베스 동료 하신토 킹코세스와 효율적인 수비망을 구축하였다. 그는 부상으로 3년차에 머랭 군단의 대부분 경기를 결장하였다.
스페인 내전이 발발하자, 레알 마드리드 공식 경기에 117번 출전한 시리아코는 고향 바스크로 돌아가 전 소속 구단 알라베스에 재입단했지만, 얼마 지나지 않아 축구계에서 은퇴하였다.

## 국가대표팀 경력
시리아코는 스페인 국가대표팀 일원으로 6년을 활약하며 14번의 경기에 출전했다. 그의 첫 국가대표팀 경기는 1930년 1월 1일, 바르셀로나에서 1-0으로 이긴 체코슬로바키아와의 친선경기였다.
이탈리아에서 열린 1934년 FIFA 월드컵 본선에 참가한 선수단 명단에 이름을 올린 시리아코는 브라질과 개최국 이탈리아와의 경기에 출전했으나, 스페인은 8강에서 멈췄다.

## 은퇴 후와 최후
은퇴 후, 시리아코는 에이바르에 계속 거주하였고, 수 년 동안 기푸스코아 은행에서 근무하였다. 그는 1984년 11월 8일에 향년 80세로 영면에 들었다.